# 莫妮卡·穆爾黑德
莫妮卡·蓋爾·穆爾黑德（英語：Monica Gail Moorehead；1952年—），是一名美國退休教師、活動家和工人世界党的常年候選人。
穆爾黑德自高中後參與政治，曾為黑豹黨派發報紙，隨後在1972年加入工人世界党，並於1979年成為該黨領導層人員。1996年她首次參加美國總統選舉，獲得約29,000票；2000年時她的名字只在佛羅里達州、羅德島州、華盛頓州和威斯康星州的選票出現，取得4,795票；兩次的副總統搭檔也是格洛麗亞·拉·里瓦。
2015年11月8日，穆爾黑德得到工人世界党提名出選2016年美國總統選舉，競選搭檔為拉蒙特·莉莉（Lamont Lilly）。